# Comuna Zelene, Verhovîna
Zelene (în ucraineană Зелене) este o comună în raionul Verhovîna, regiunea Ivano-Frankivsk, Ucraina, formată din satele Burkut, Iavirnîk, Topilce și Zelene (reședința).

## Demografie
Componența lingvistică a comunei Zelene
     Ucraineană (99,77%)
     Alte limbi (0,23%)
Conform recensământului din 2001, majoritatea populației comunei Zelene era vorbitoare de ucraineană (99,77%), existând în minoritate și vorbitori de alte limbi.